# Giona (profeta)
Giona (IX secolo a.C. – VIII secolo a.C.) è stato un profeta ebreo antico, il protagonista dell'omonimo libro dell'Antico Testamento.
È uno dei dodici profeti minori ed è venerato come santo dalla Chiesa cattolica: si commemora il 21 settembre.

## Biografia
Il profeta Giona, "figlio di Amittai", compare due volte nell'Antico Testamento e non si hanno altre notizie su di lui. Il secondo Libro dei Re, colloca la sua predicazione al tempo di Geroboamo II, quando il re recuperò i territori della Transgiordania, ristabilendo "i confini di Israele dall'ingresso di Amat fino al mare di Araba". Dal regno di Ieu sino a quello di Ioacaz incluso (841-806 a.C.) i re d'Israele erano stati ripetutamente sconfitti dagli aramei di Damasco. Nei primi decenni del nuovo secolo, però, l'Assiria guidata da Adad-Nirari III, perseguì una politica imperialista, sconfiggendo e indebolendo gli aramei, che già nell'802 a.C. furono costretti a versare un tributo. Il figlio di Ioacaz, Ioas e il nipote Geroboamo II, anch'essi vassalli dell'Assiria, colsero l'occasione e approfittarono della debolezza di Damasco per recuperare i territori perduti (2 Re 13:25 e 2 Re 14:23-27).
Secondo il Libro dei Re il profeta Giona avrebbe proclamato che la riconquista dei territori perduti era voluta da Dio, stimolando o favorendo così l'iniziativa bellica di Geroboamo (2Re 14:25).
Secondo la tradizione rabbinica il profeta Giona sarebbe il figlio della vedova di Zarepta resuscitato da Elia (1Re 17:17-24).
Giona, inoltre, compare nel libro a lui intitolato, che secondo la maggioranza degli studiosi fu redatto in epoca persiana, se non ellenistica. Questa datazione tardiva è dovuta alle caratteristiche linguistiche, lessicali e sintattiche dell'opera e ancor più dall'inverosimiglianza storica del Libro di Giona, scritto quando il periodo storico in cui il testo è ambientato era ormai un periodo lontano, divenuto leggenda. Secondo gli storici, infatti, nell'VIII secolo Ninive non era la capitale dell'Assiria e non esisteva alcun re di Ninive. Gli assiri, poi, erano caratterizzati da una politica religiosa di imposizione violenta delle proprie credenze e perciò si può escludere che un profeta d'Israele sia stato lasciato libero di predicare per tre giorni in una città assira nel nome di un dio straniero.
Gli esegeti odierni concordano nel ritenere il Libro di Giona una "parabola" o un midrash, se non una novella, ricca di contenuto teologico e profetico. La scelta come personaggio principale di un profeta vissuto subito prima della distruzione d'Israele da parte degli assiri, spiega perché Giona si rifiuti inizialmente di predicare loro e sia rattristato dal perdono divino. Se, infatti, Dio avesse punito gli assiri distruggendoli, Israele si sarebbe salvato. La scelta del personaggio, cioè, è funzionale a sottolineare l'amore illimitato di Dio per tutti gli uomini, tesi fondamentale del libro.

## Narrazione biblica
Il suo libro è costituito da soli quattro capitoli. Alcuni particolari della narrazione hanno indotto a sollevare dubbi sulla storicità della narrazione. Giona è menzionato in 2Re e nel Corano, che sembrano riferirsi al medesimo Giona figlio di Amittai, profeta a Ninive.
Nel capitolo 1, il Signore comanda a Giona, figlio di Amittai, di andare a predicare a Ninive. Giona invece fugge a Tarsis su una nave che è investita da un temporale e rischia di colare a picco dalla violenza delle onde. Giona allora ritrova improvvisamente il proprio coraggio e svela ai compagni di viaggio che la colpa dell'ira divina è sua, poiché ha rifiutato di obbedire al Signore.
E così, nel capitolo 2, Giona è gettato in mare, ma un "grande pesce" (da nessuna parte è precisato che si tratti di una balena) lo inghiotte. Dal ventre del pesce, dove rimane tre giorni e tre notti, Giona rivolge a Dio un'intensa preghiera, che ricorda uno dei Salmi. Allora, dietro comando divino, il pesce vomita Giona sulla spiaggia.
Nel capitolo 3, Giona ottempera la sua missione e va a predicare ai niniviti. Questi, contro ogni aspettativa, gli credono, proclamano un digiuno, si vestono di sacco e Dio decide di risparmiare la città. Ma qui riemerge l'istinto ribelle di Giona: lui non è contento del perdono divino, voleva la punizione della città di Ninive. Deluso, chiede a Dio di farlo morire.
Così, nel capitolo 4, Giona si siede davanti alla città e attende gli eventi. Il Signore fa spuntare un ricino sopra la sua testa per apportargli ombra ed egli se ne rallegra moltissimo. Ma all'alba del giorno dopo un verme rode il ricino che muore, così il sole e il vento caldo flagellano nuovamente Giona, che invoca di nuovo la morte. Dio allora gli spiega: «se tu ti rattristi a morte per una pianta di ricino, a maggior ragione mi ero rattristato io per la possibile morte di innocenti, tra cui centoventimila persone e tanti animali».

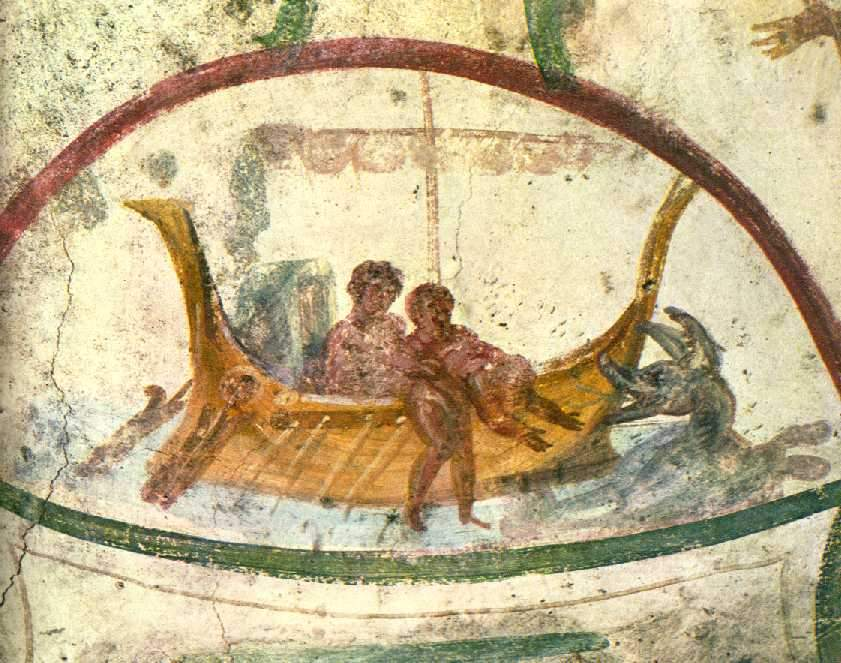
Affresco nelle Catacombe dei Santi Marcellino e Pietro, Roma (IV secolo).
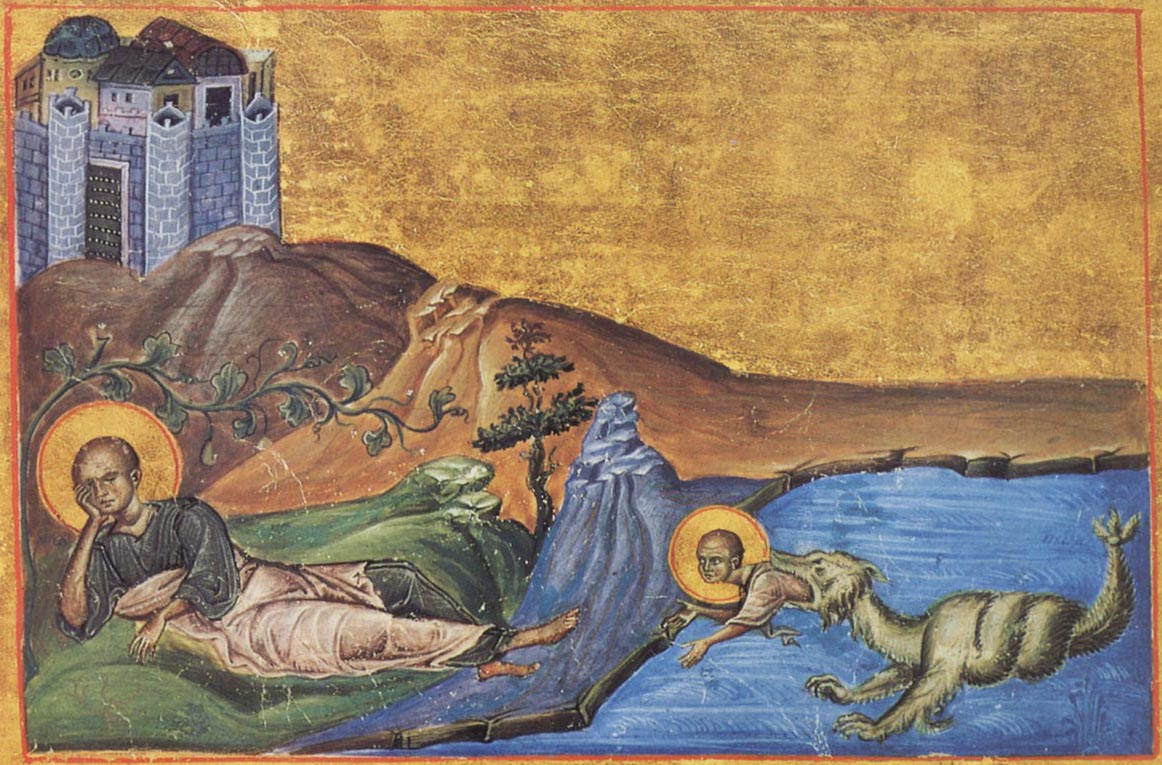
Miniatura dal menologio di Basilio II
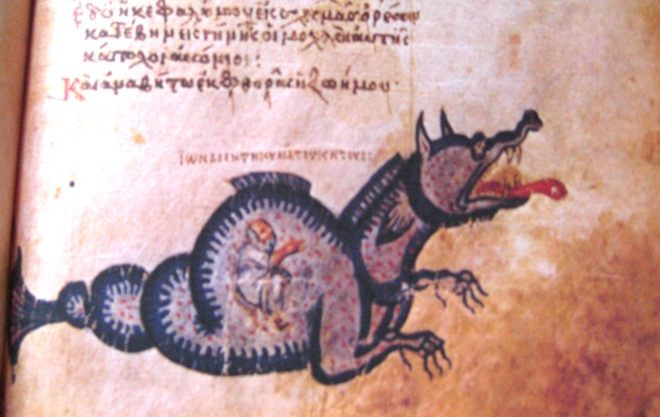
Miniatura del manoscritto Chludov
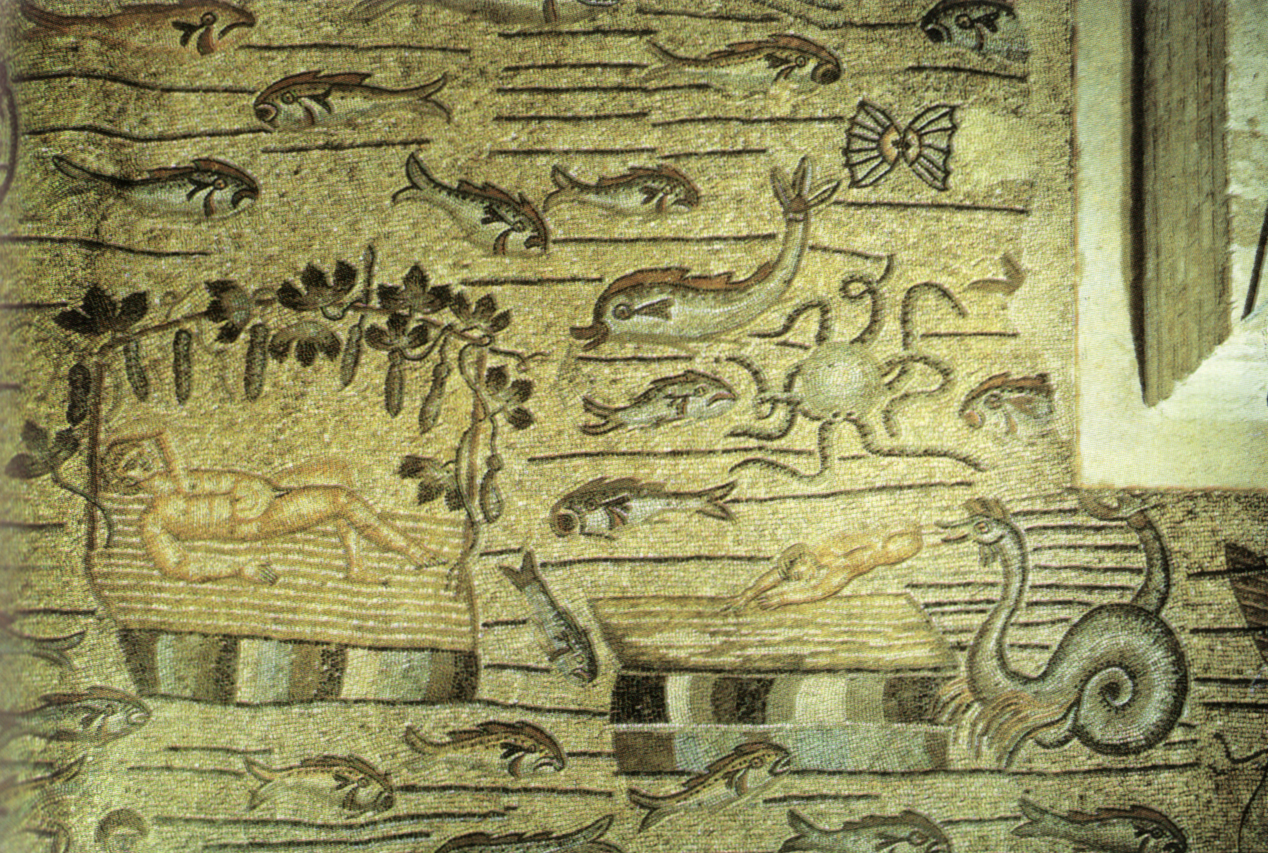
Mosaico nella Basilica patriarcale di Aquileia
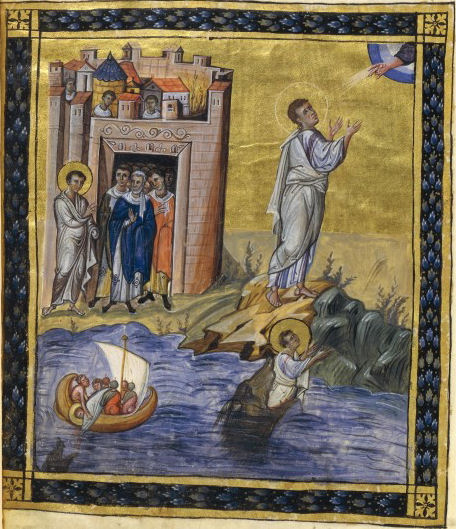
Miniatura dal Salterio di Parigi, BnF, MS Grec 139, folio 431v
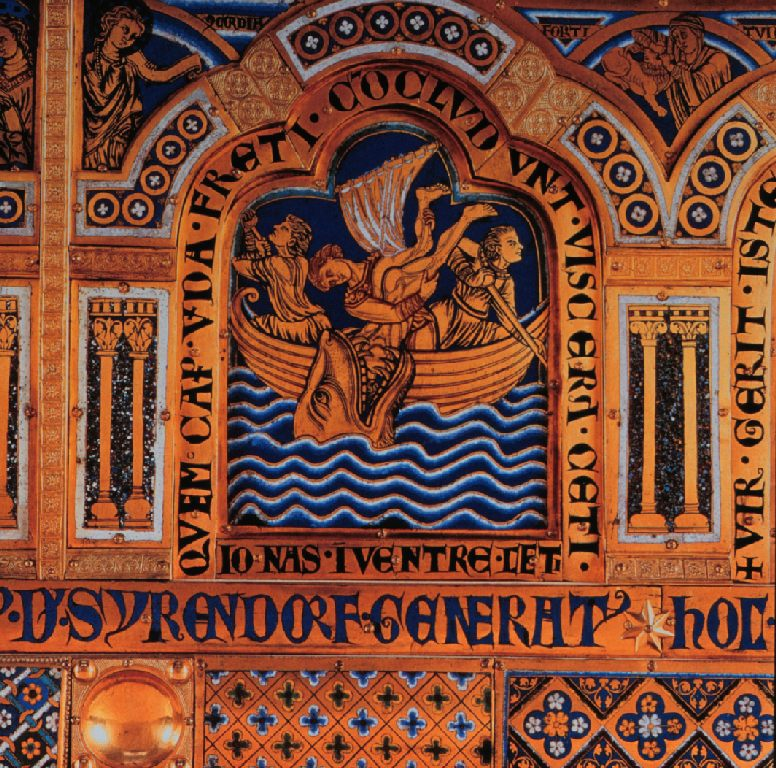
Particolare dell'Altare d'oro di Nicolas di Verdun, Klosterneuburg, Austria
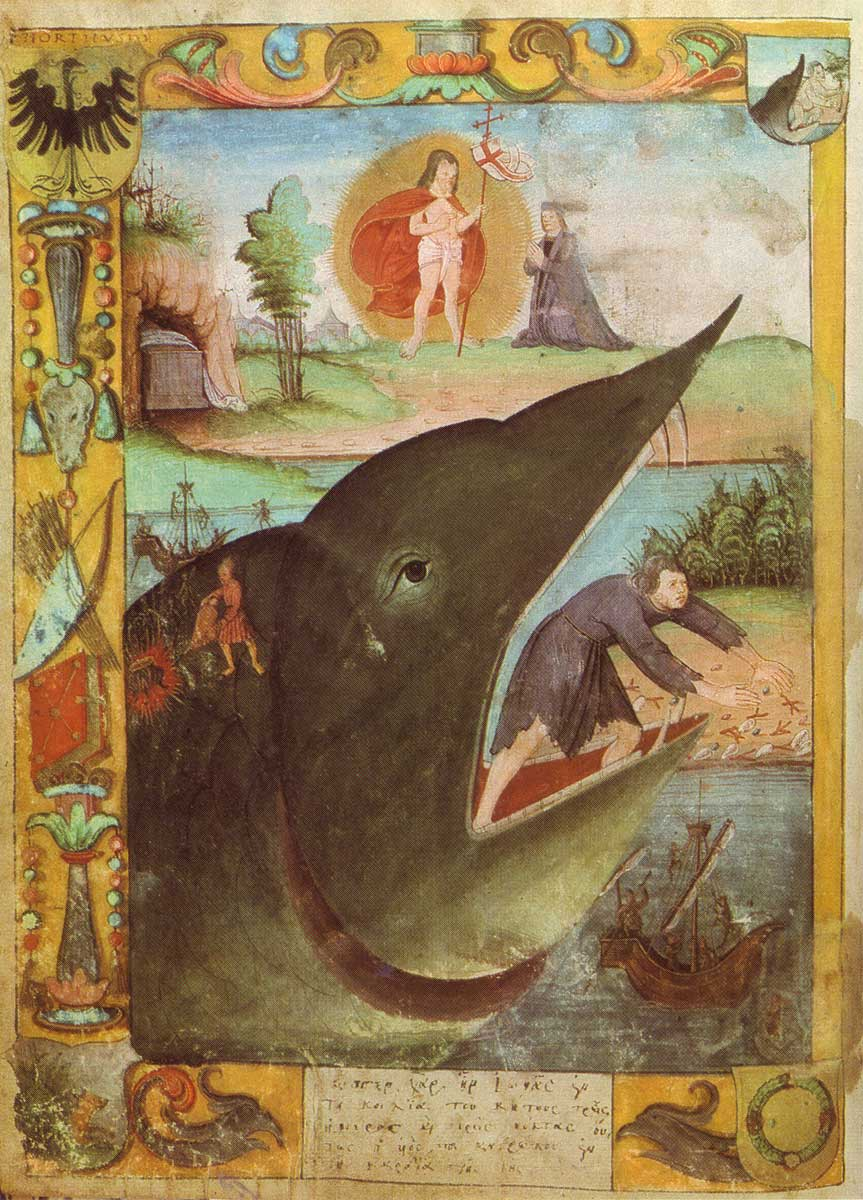
Miniatura cinquecentesca

## Nel Nuovo Testamento
La permanenza di Giona per tre giorni e tre notti nel ventre del pesce ha conosciuto un'importante lettura cristologica nel Nuovo Testamento. Così recita infatti Matteo 12,40):
Anzi, alla "generazione perversa" che domanda un segno, Gesù non promette altro che il segno di Giona (Lc 11:29-32). I tre giorni trascorsi da Giona nel ventre del mostro richiamano la resurrezione di Gesù "il terzo giorno". Infatti, secondo il linguaggio biblico, "tre giorni" rappresenta lo spazio di tempo al di là del quale la morte è definitiva ed irreversibile. Ed anche la pronta conversione dei niniviti è contrapposta da Gesù all'incredulità dei suoi contemporanei.

## Nel Corano
Nel Corano la decima sūra porta il titolo Yūnus, che è la versione araba del nome Giona. Infatti in questa sura il 98° versetto (Āyāt) cita esplicitamente il profeta Giona e anche la città di Ninive in cui esercitò il suo ministero profetico. 
(Corano, sūra 10, Āyāt 98)
Nella 37ª sura, al-Ṣāffāt o I Ranghi, narra delle prove imposte da Dio ai Suoi Inviati, e si racconta (Āyāt 139-148) anche del pesce di Giona. Si dice che Giona, uno degli Inviati, decise di allontanarsi dalla città in quanto nessuno voleva seguire i suoi avvertimenti e insegnamenti. Salì su una nave che durante il viaggio venne investita da una violenta tempesta la quale obbligò i marinai a disfarsi di molte delle loro merci e bagagli gettandoli in mare. In seguito si tirò a sorte per decidere chi sacrificare; fu sorteggiato proprio lui, Yunus, che fu gettato in mare e inghiottito da un pesce.

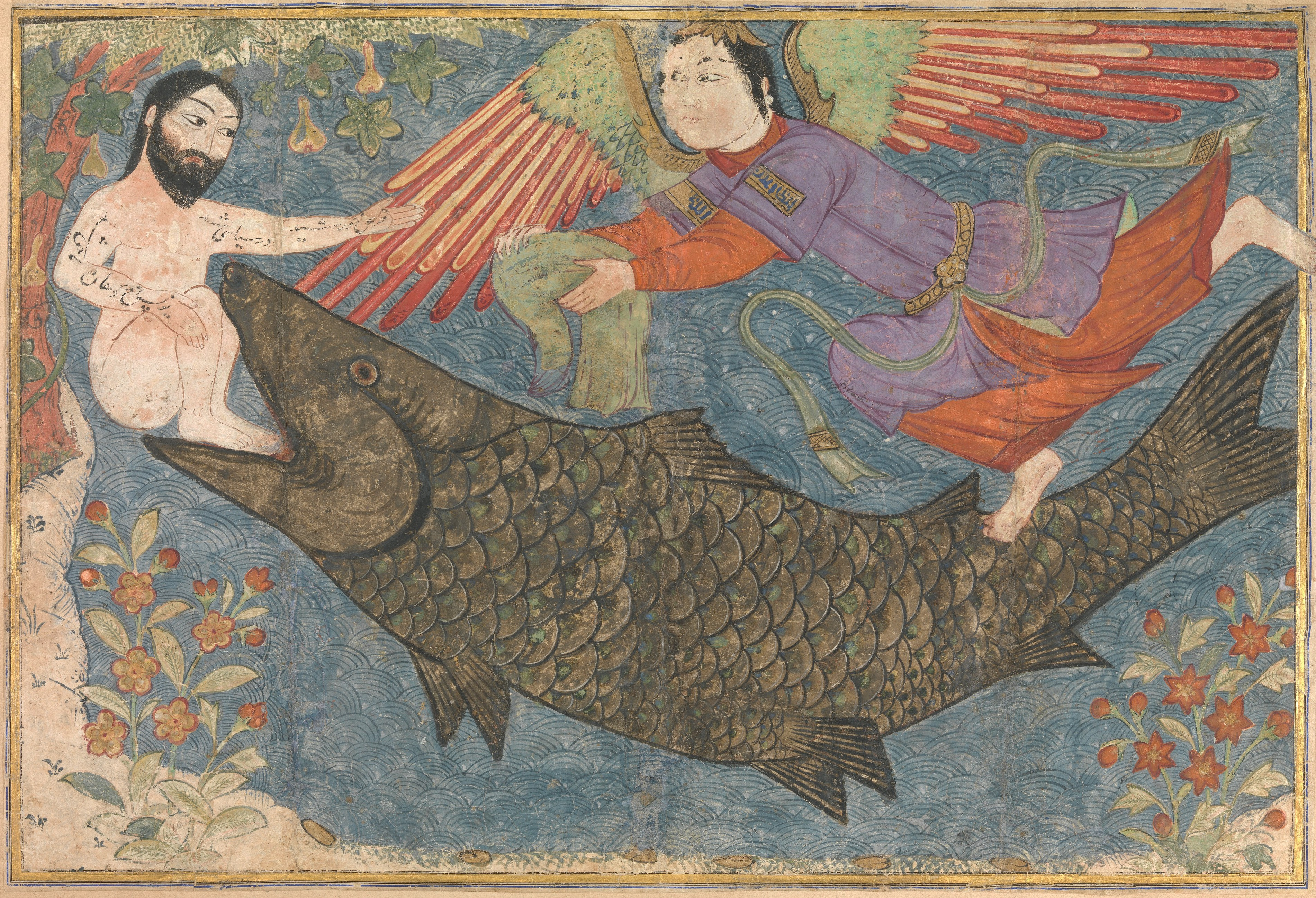
Giona viene risputato dal pesce per ordine di Dio e lasciato sotto una pianta di zucche.

Giona si rammaricò di non aver seguito l'ordine divino e per questo Dio accettò di farlo risputare dal pesce. Il Corano afferma che:
(Corano, Sūra 37, Āyāt 143-144)
Non appena Giona fu arrivato sulla riva del mare, Dio gli fece far crescere una pianta di zucche, ma a differenza del racconto biblico, la vicenda non viene ulteriormente sviluppata. Anche la sura 37^ afferma che Giona riuscì a convertire gli abitanti di Ninive. Ulteriore accenno a Giona si troverebbe nella sura 21, al-Anbiyā, col nome di Dhū al-Nūn, o (liberamente) "Uomo della Balena", nome attestato dalla tradizione islamica.
A Giona viene attribuito la formula del dhikr «Non c'è altro dio all'infuori di Te! Gloria a Te! Io sono stato un ingiusto!», che riassume il concetto dell'unità di Dio, la glorificazione a Dio e la richiesta di perdono. A seguito di questa preghiera, Dio lo salvò dal ventre della balena.

## Culto
Dal Martirologio Romano alla data del 21 settembre: "Commemorazione di san Giona, profeta, figlio di Amittai, sotto il cui nome è intitolato un libro dell'Antico Testamento; la sua celebre uscita dal ventre di un grosso pesce è interpretata nel Vangelo come prefigurazione della Risurrezione del Signore".
Secondo un'antica tradizione le spoglie di Giona si troverebbero nella cattedrale di Nocera Inferiore. Il vescovo Simone Lunadoro descrive il ritrovamento del corpo del profeta venuto alla luce
(Simone Lunadoro)